# Kongelig Norsk Seilforening

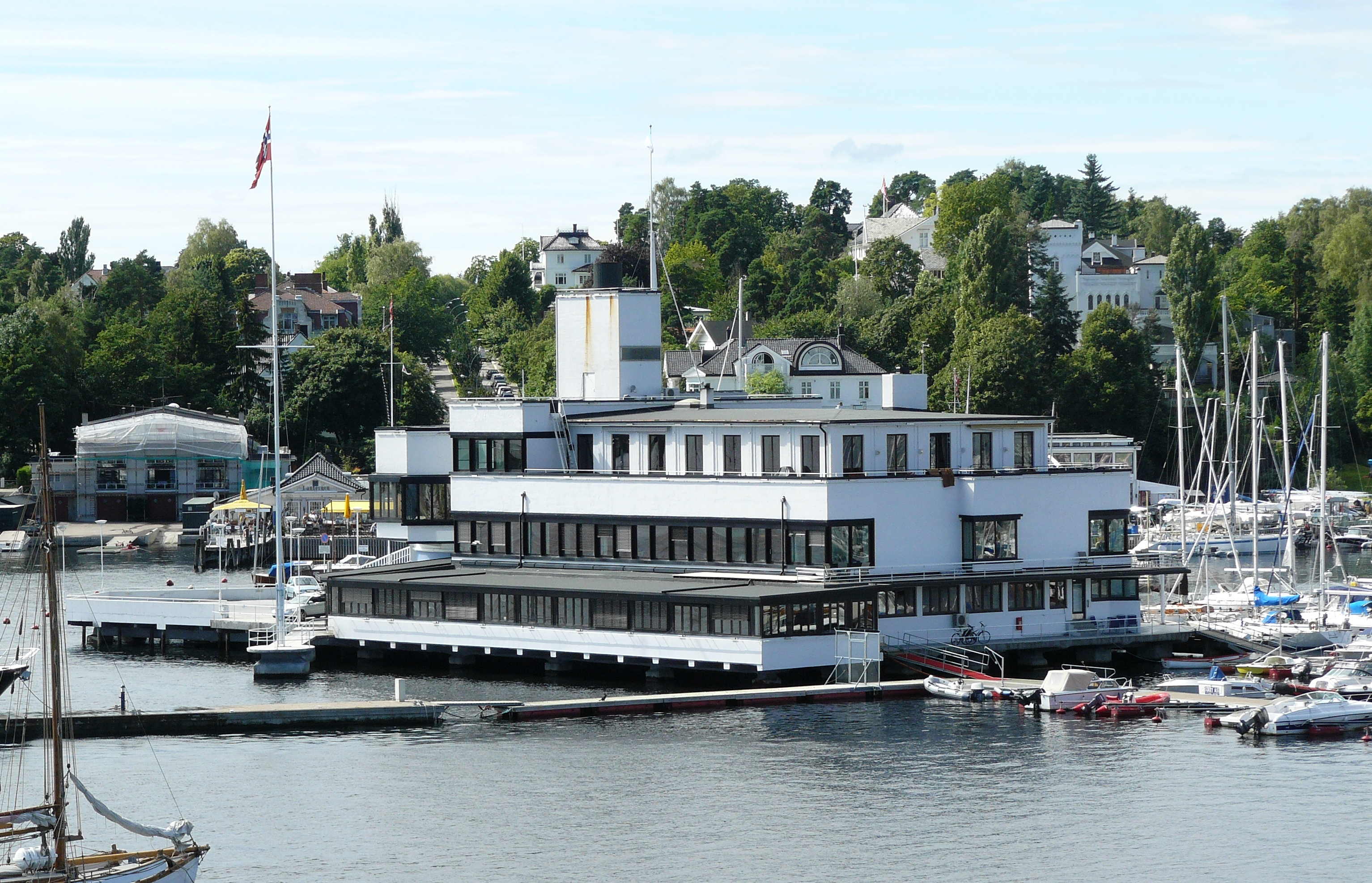
Clubhaus "Dronningen" des Kongelig Norsk Seilforening

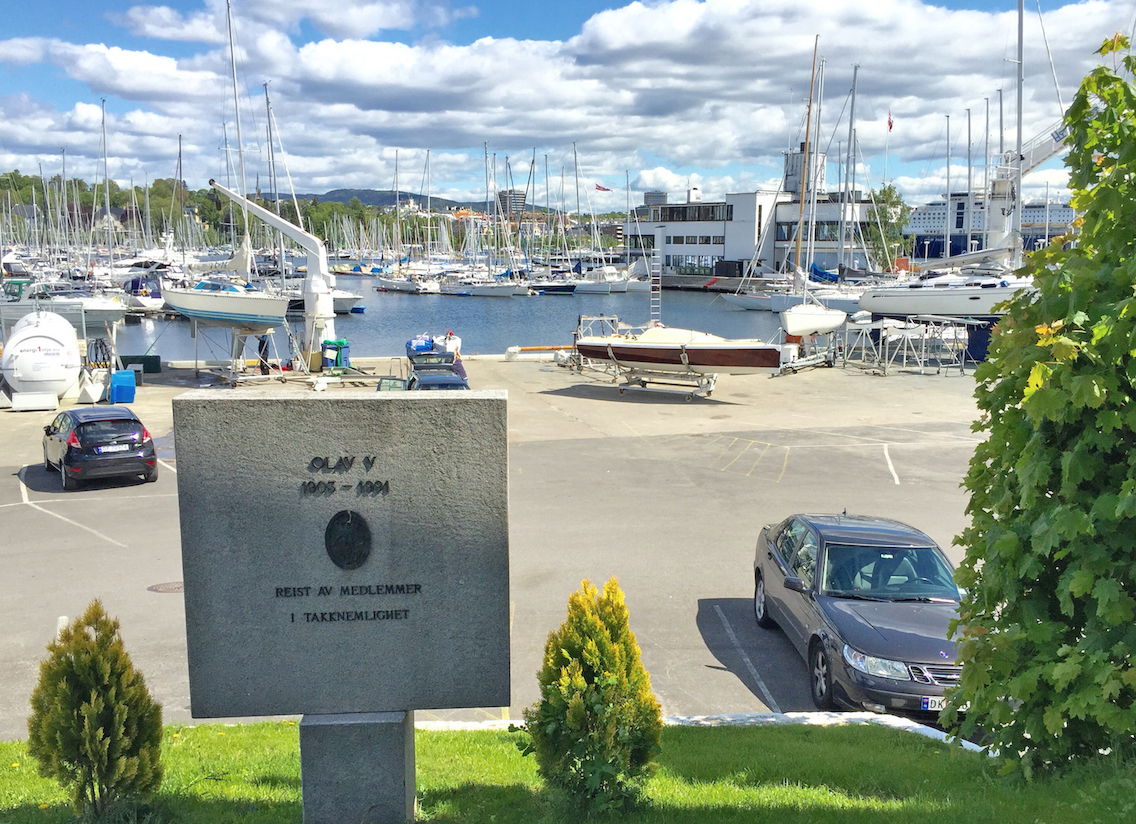
KNS Clubanlagen auf Bygdøy mit Hafen und Clubhaus "Dronningen", 2016

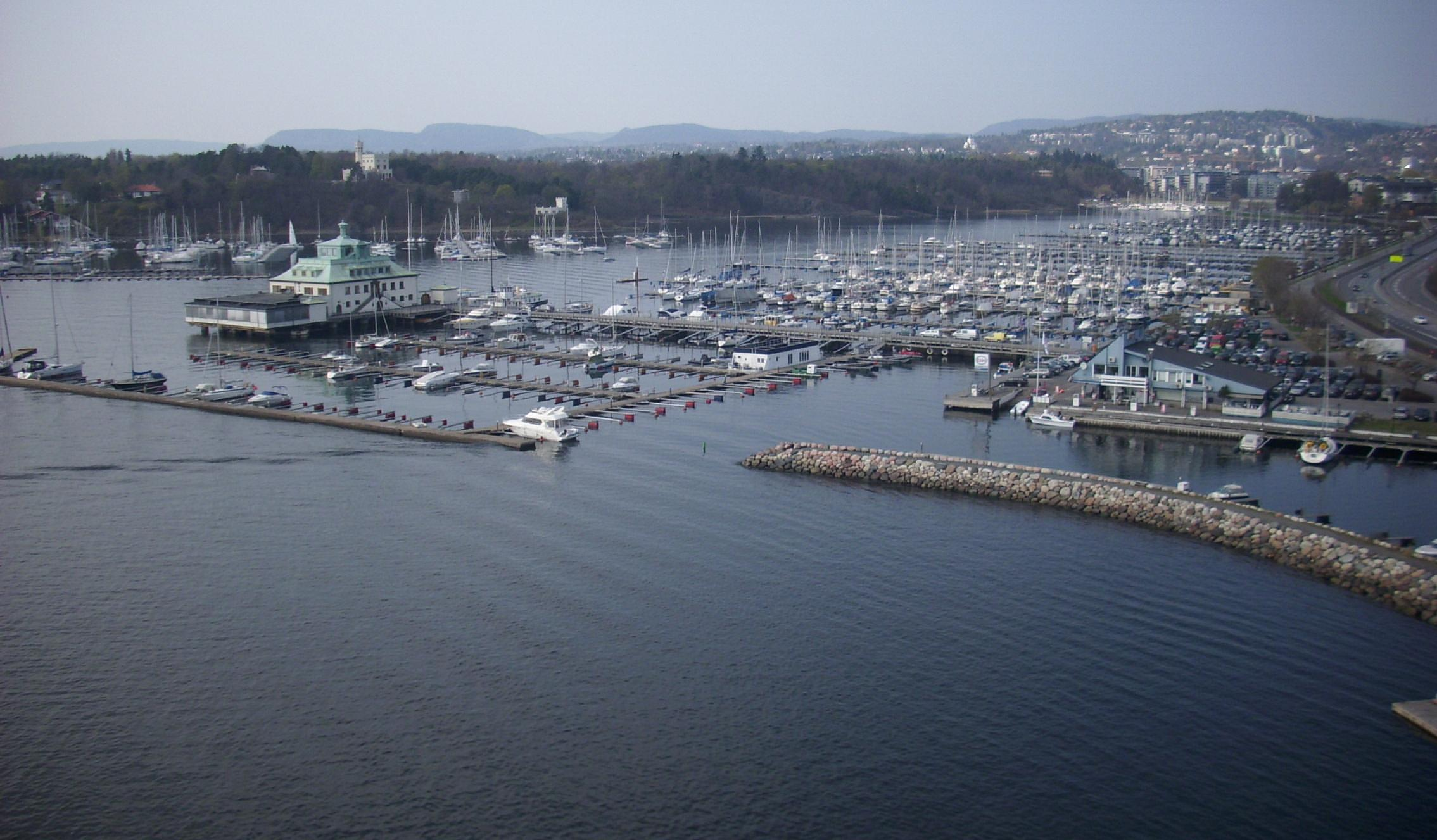
Frognerkilenbucht mit Jachthafen in Oslo

Der Kongelig Norsk Seilforening (KNS) (deutsch Königlich Norwegische Segelvereinigung) ist ein Yachtclub auf Bygdøy, einer Halbinsel im Oslofjord und einem ehemals eigenständigem Stadtteil von Oslo in Norwegen.

## Geschichte
Der Club wurde am 7. Februar 1883 als landesweite Organisation mit verbundenen lokalen Vereinen unter dem Namen Norsk Forening for Lystseilads (deutsch Norwegischer Verein für Sportboote) in Oslo gegründet. Am 6. Dezember 1884 wurde den Mitgliedern des KNS mit königlicher Resolution von König Oskar II. erlaubt, die Marineflagge der norwegischen Nationalflagge mit den Königlichen Insignien (Krone und Monogramm) auf einem zentralen weißen Feld in der Mitte des Kreuzes, an Bord ihrer Yachten zu führen. Vorbild war die schwedische Flagge Kungliga Svenska Segelsällskapet. Bis 1904 führten die Clubyachten den dreieckigen Stander mit dem goldenen nordischen Löwen auf rotem Grund.
1902 wurde der Clubname geändert in Kongelig Norsk Seilforening (KNS) und 1904 schloss sich der Club zusammen mit dem lokalen Kongelig Yachtclub Kristiania (KYK). Nach dem Zusammenschluss führte man 1906 einen neuen Stander ein, der sich an dem Modell des KYK orientierte: ein dreieckiger Stander in Farben blau-weiß-blau mit den Club-Initialen und einer Krone im weißen Feld.
Nach Auflösung der schwedisch-norwegischen Union am 7. Juni 1905 und der Absetzung von König Oscar II. durfte die Seeflagge nicht mehr geführt werden und die Mitglieder setzten dann die Handelsflagge. Das Problem wurde gelöst durch die Thronbesteigung von König Haakon VII. im Jahr 1906. Die Tradition der Führung der Seeflagge durch die Mitglieder der KNS mit Königsmonogramm und Krone in der Kreuzmitte wurde bis heute fortgeführt.
Im Jahr 1970 wurde der Club reorganisiert als Yachtclub für das Gebiet um Oslo unter einer neuen landesweiten Föderation von Yachtclubs des Norges Seilforbund (NSF) (deutsch: Norwegischer Seglerverband). Im Jahr 2016 hatte der KNS ca. 4000 Mitglieder.
Im April 2015 eröffnete König Harald V. das Segelsportzentrum Ulabrand des KNS bei Bygdøy.
Der KNS hat eine lange Tradition, Segler im Breitensport und auf Topniveau auszubilden und hat oftmals Mitglieder erfolgreich zu Olympischen Sommerspielen entsenden können, die dort auch Medaillen errungen haben.

## KNS-Mitglieder bei Olympischen Spielen (Medaillengewinner)
- Thomas Aass (1887–1961) (Gold 1912)
- Sten Abel (1899–1989) (Silber 1920)
- Henrik Agersborg (1872–1942) (Bronze 1920)
- Erik Anker (1903–1994) (Gold 1928)
- Johan Anker (1871–1940) (Gold 1912, Gold 1928)
- Charles Arentz (1878–1939) (Gold 1920)
- Tor Arneberg (1928–2015) (Silber 1952)
- Håkon Barfod (1926–2013) (Gold 1948, Gold 1952)
- Bjørn Bergvall (* 1939) (Gold 1960)
- Nils Bertelsen (1879–1958) (Gold 1912)
- Rick Bockelie (1902–1966) (Gold 1924)
- Andreas Brecke (1872–1952) (Gold 1912), (Gold 1920)
- Håkon Bryhn (1901–1968) (Gold 1928)
- Lauritz Christiansen (1867–1930) (Gold 1920)
- Torleiv Corneliussen (1890–1975) (Gold 1912)
- Christopher Dahl (1898–1966) (Gold 1924)
- Christian Dick (1883–1955) (Silber 1920)
- John Ditlev-Simonsen (1898–2001) (Silber 1936)
- Olaf Ditlev-Simonsen (1897–1978) (Silber 1936)
- Otto Falkenberg (1892–1993) (Gold 1920)
- Børre Falkum-Hansen (1919–2006) (Silber 1952)
- Finn Ferner (1920–2001) (Silber 1952)
- Johan Ferner (1927–2015) (Silber 1952)
- Thoralf Glad (1878–1969) (Gold 1912)
- Harald Hagen (1902–1972) (Gold 1924)
- Halfdan Hansen (1883–1953) (Gold 1912)
- Arnfinn Heje (1877–1958) (Gold 1912)
- Erik Herseth (1892–1993) (Gold 1920)
- Thorleif Holbye (1883–1959) (Gold 1920)
- Sigurd Holter (1886–1963) (Gold 1920)
- Alf Jacobsen (1885–1948) (Gold 1920)
- Gunnar Jamvold (1896–1984) (Gold 1920)
- Peter Jamvold (1896–1962) (Gold 1920)
- Christian Jebe (1876–1946) (Gold 1912)
- Herman Horn Johannessen (* 1964) (Bronze 2000)
- Claus Juell (1902–1979) (Gold 1920)
- Paal Kaasen (1883–1963) (Gold 1920)
- Andreas Knudsen (1887–1982) (Silber 1920)
- Karsten Konow (1918–1945) (Silber 1936)
- Magnus Konow (1887–1972) (Gold 1912, Gold 1920, Silber 1936)
- Alfred Larsen (1863–1950) (Gold 1912)
- Petter Larsen (1890–1946) (Gold 1912)
- Sigve Lie (1906–1958) (Gold 1948, Gold 1952)
- Eugen Lunde (1887–1963) (Gold 1924)
- Peder Lunde senior (1918–2009) (Silber 1952)
- Peder Lunde junior (* 1942) (Gold 1960, Silber 1968)
- Vibeke Lunde (1921–1962) (Silber 1952)
- Anders Lundgren (1898–1964) (Gold 1924)
- Reidar Martiniuson (1893–1968) (Gold 1920)
- Fredrik Meyer (1916–1989) (Silber 1936)
- Peer Moberg (* 1971) (Bronze 1996)
- Carl Mortensen (1919–2005) (Silber 1952)
- Ingar Nielsen (1885–1963) (Gold 1920, Gold 1924)
- Niels Nielsen (1902–1979) (Silber 1920)
- Vaadjuv Nyqvist (1902–1961) (Silber 1936)
- König Olav V. (1903–1991) (Gold 1928)
- Kristoffer Olsen (1883–1948) (Gold 1920)
- Trygve Pedersen (1884–1967) (Bronze 1920)
- Carl Ringvold senior (1876–1960) (Gold 1920, Gold 1924)
- Carl Ringvold junior (1902–1961) (Gold 1924)
- Henrik Robert (1876–1960) (Silber 1924, Silber 1928)
- Jens Salvesen (1883–1976) (Silber 1920)
- Finn Schiander (1889–1967) (Silber 1920)
- Lauritz Schmidt (1897–1970) (Silber 1920) (Silber 1936)
- Christian Staib (1892–1956) (Gold 1912)
- Hans Struksnæs (1902–1983) (Silber 1936)
- Ole Sørensen (1883–1958) (Gold 1920)
- Einar Torgersen (1886–1946) (Silber 1920)
- Jacob Tullin Thams (1898–1954) (Silber 1936)
- Carl Thaulow (1875–1942) (Gold 1912)
- Nils Thomas (1889–1979) (Silber 1920)
- Thor Thorvaldsen (1909–1987) (Gold 1948, Gold 1952)
- Ralph Tschudi (1890–1974) (Silber 1920)
- Ragnar Vik (1893–1941) (Gold 1920)
- Tellef Wagle (1883–1957) (Gold 1920)
- Per Olav Wiken (1937–2011) (Silber 1968)

## Vereinsflaggen

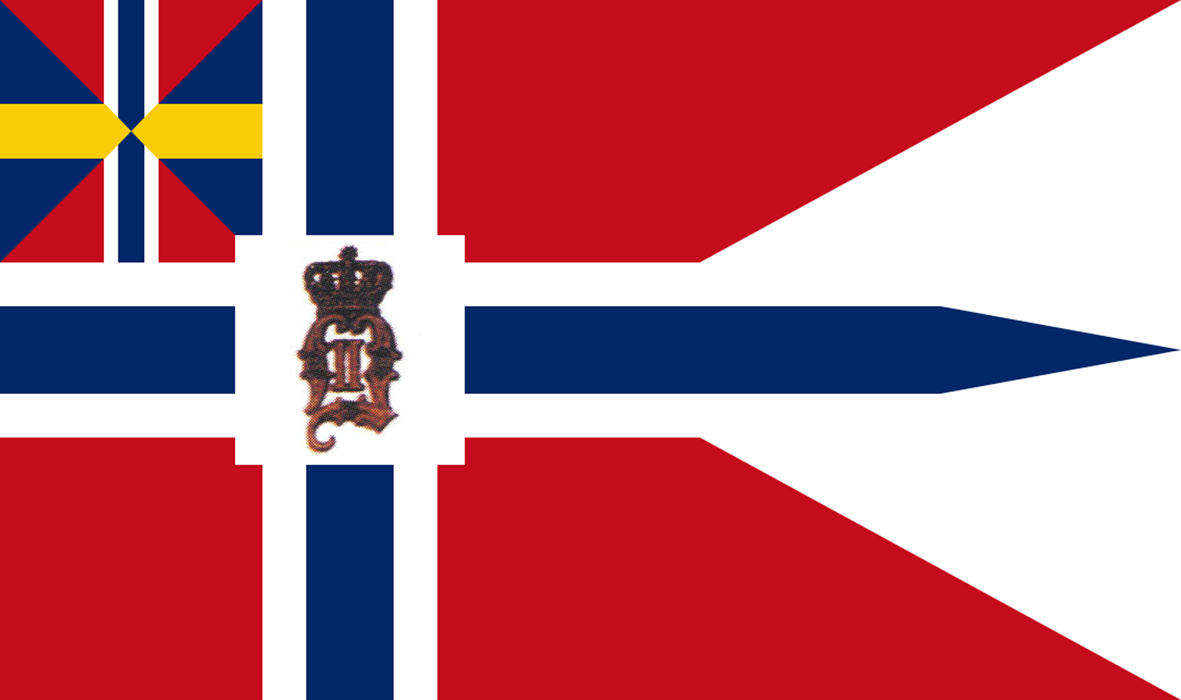
Flagge der Norsk Forening for Lystsejlads, 1884–1905. Seeflagge mit König Oskar II. Monogramm in der Kreuzmitte
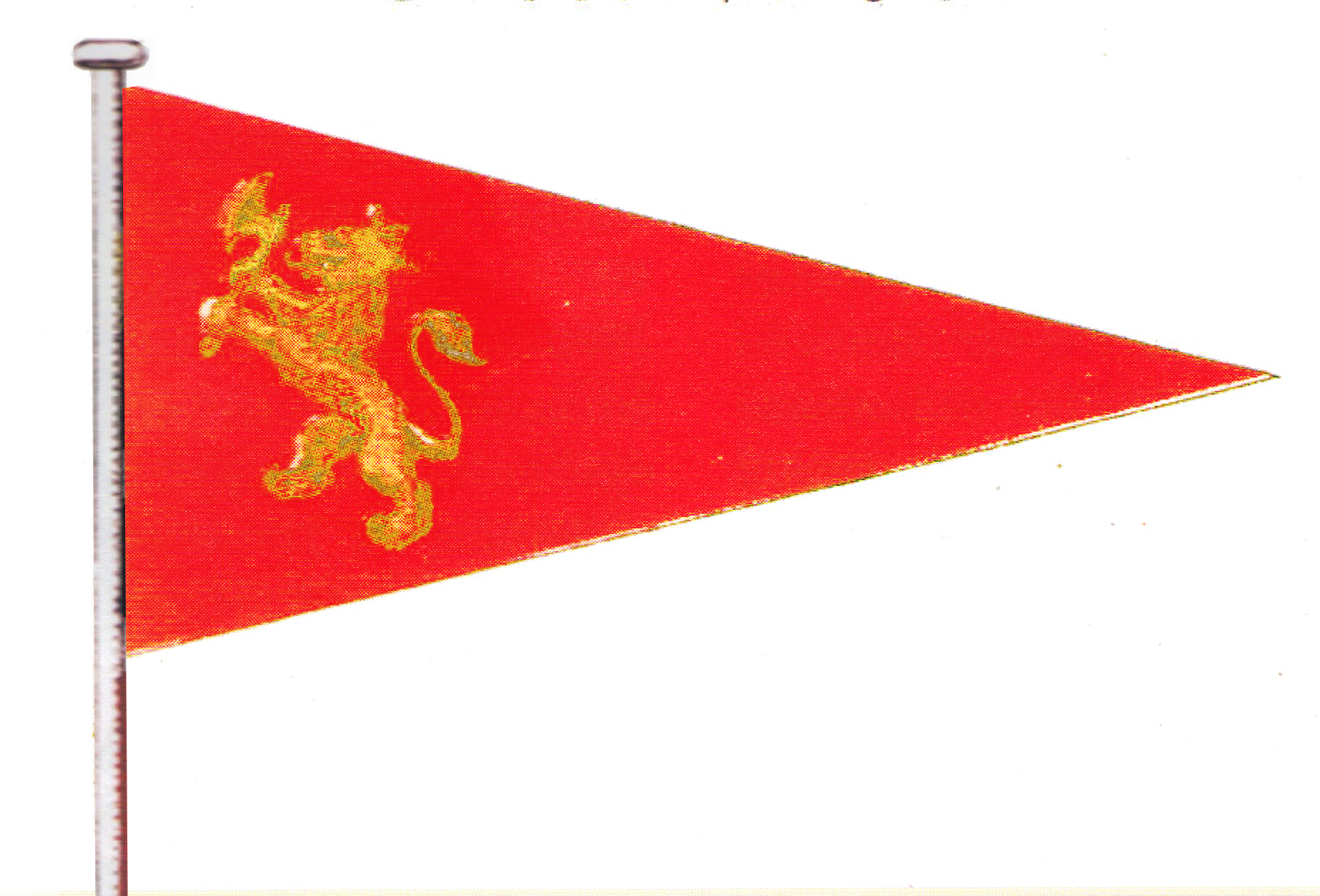
Clubstander Kongelig Norsk Seilforening bis 1904.
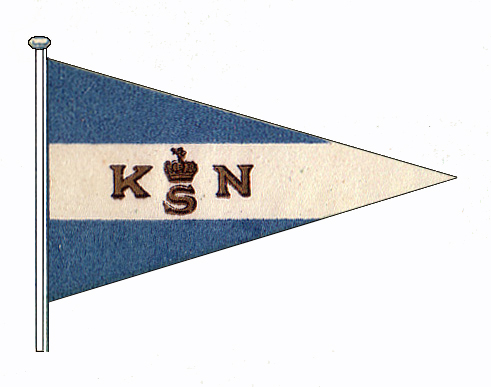
Neuer Clubstander Kongelig Norsk Seilforening, eingeführt 1906.
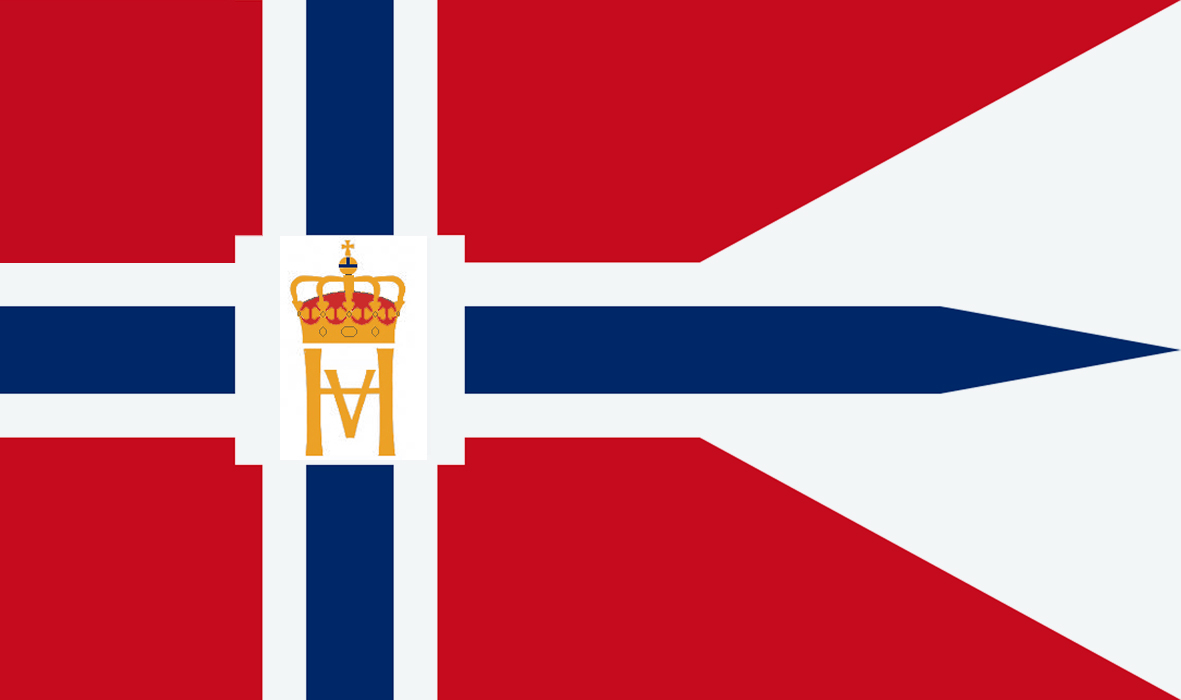
Seeflagge Kongelig Norsk Seilforening ab 1906. Seeflagge mit dem Monogramm des regierenden Königs in der Kreuzmitte.

## Clubhaus
Das Clubhaus des KNS hat den Namen Dronningen (deutsch: Die Königin) und liegt auf Bygdøy einer Halbinsel im Oslofjord und einem Stadtteil von Oslo. Es wurde erstmals 1902 errichtet, brannte aber 1929 ab und wurde 1931 wieder aufgebaut.

## Regatta
Der Kongelig Norsk Seilforening veranstaltet traditionell die große norwegische Regatta "Færderseilasen" jedes Jahr am zweiten Wochenende im Juni.